# 3. リーガ (ドイツサッカー)
3. リーガ（ドリッテ・リーガ、独: 3. Liga）は、ドイツにおけるプロサッカーの3部リーグである。全20クラブで構成されている。

## 概要
シーズン最終順位の上位2クラブは自動的に2. ブンデスリーガ（2部）に昇格する。3位のクラブは2部16位とホーム・アンド・アウェー方式のプレイオフ（入れ替え戦）を行う。シーズン最終順位の下位4クラブは自動的にレギオナルリーガ（4部相当の地域リーグ）に降格する。
再編2年目以降はBチームであっても昇格・降格の資格を得ることができるが、トップチームとBチームの同じクラスでの同門参加は認められていないため、2部リーグにトップチーム（Aチーム）が参加している場合は規定により昇格不可。また、2部からトップチームが3部に降格した場合は、成績にかかわらず、本拠所属地域のレギオナルリーガへ降格となる。

## 所属クラブ
2024-25シーズン
| クラブ （原語表記）                                                           | ホームタウン       | ホームスタジアム （ホームゲーム開催予定のスタジアム）                             | 収容人数 | 前年度成績                            |
| ----------------------------------------------------------------------------- | ------------------ | --------------------------------------------------------------------------------- | -------- | ------------------------------------- |
| SVヴェーエン・ヴィースバーデン （Sportverein Wehen 1926 – Taunusstein e.V.）  | タウヌスシュタイン | ブリタ＝アレーナ                                                                  | 15,295   | 2. ブンデスリーガ16位                 |
| ハンザ・ロストック （Fußballclub Hansa Rostock e.V.）                         | ロストック         | オストゼーシュタディオン                                                          | 29,000   | 2. ブンデスリーガ17位                 |
| VfLオスナブリュック （Verein für Leibesübungen von 1899 e.V. Osnabrück）      | オスナブリュック   | ブレーマー・ブリュッケ                                                            | 15,741   | 2. ブンデスリーガ18位                 |
| SGディナモ・ドレスデン （Sportgemeinschaft Dynamo Dresden e.V.）              | ドレスデン         | ルードルフ＝ハルビヒ＝シュターディオン                                            | 32,249   | 4位                                   |
| 1.FCザールブリュッケン （1. Fußball-Club Saarbrücken e.V.）                   | ザールブリュッケン | ルートヴィヒスパルクシュタディオン                                                | 16,003   | 5位                                   |
| FCエルツゲビルゲ・アウエ （Fußballclub Erzgebirge Aue e.V.）                  | アウエ             | エルツゲビルゲスタディオン                                                        | 16,485   | 6位                                   |
| ロートヴァイス・エッセン （Rot-Weiss Essen e.V.）                             | エッセン           | シュタディオン・アン・デア・ハーフェンシュトラーセ                                | 20,100   | 7位                                   |
| SVザントハウゼン （SV Sandhausen 1916 e.V.）                                  | ザントハウゼン     | GPスタディオン・アム・ハードヴァルト                                              | 15,414   | 8位                                   |
| SpVggウンターハヒンク （Spielvereinigung Unterhaching e.V.）                  | ウンターハヒンク   | ウールシュポルト・パルク                                                          | 15,053   | 9位                                   |
| FCインゴルシュタット04 （Fußballclub Ingolstadt 04 e.V.）                     | インゴルシュタット | アウディ・シュポルトパルク                                                        | 15,200   | 10位                                  |
| ボルシア・ドルトムントⅡ （B.V. Borussia 09 e.V Dortmund）                     | ドルトムント       | シュタディオン・ロート・エアデ                                                    | 25,000   | 11位                                  |
| SCフェール （Sportclub Verl von 1924 e.V.）                                   | フェルル           | シュポルトクルプ・アレーナ                                                        | 5,207    | 12位                                  |
| FCヴィクトリア・ケルン （FC Viktoria Köln 1904 e.V.）                         | ケルン             | シュポルトパルク・ヘーエンベルク                                                  | 8,343    | 13位                                  |
| アルミニア・ビーレフェルト （Deutscher Sportclub Arminia Bielefeld e.V.）     | ビーレフェルト     | シューコ・アレーナ                                                                | 27,332   | 14位                                  |
| TSV1860ミュンヘン （Turn- und Sportverein München von 1860 e.V.）             | ミュンヘン         | シュテッティシェス・シュタディオン・ アン・デア・グリュンヴァルター・シュトラーセ | 15,000   | 15位                                  |
| SVヴァルトホーフ・マンハイム （SV Waldhof Mannheim 07 e.V.）                  | マンハイム         | カール・ベンツ・シュタディオン                                                    | 24,302   | 16位                                  |
| VfBシュトゥットガルトII （Verein für Bewegungsspiele Stuttgart 1893 e.V. II） | シュトゥットガルト | WIRmachenDRUCKアレーナ                                                            | 10,001   | レギオナルリーガ・ズュートヴェスト1位 |
| アレマニア・アーヘン （Aachener Turn- und Sportverein Alemannia 1900 e.V.）   | アーヘン           | ニュー・ティヴォリ                                                                | 31,791   | レギオナルリーガ・ヴェスト1位         |
| エネルギー・コットブス （Fußballclub Energie Cottbus e.V.）                   | コトブス           | シュタディオン・デア・フロイントシャフト                                          | 22,528   | レギオナルリーガ・ノルトオスト1位     |
| ハノーファー96 II （Hannoverscher Sportverein von 1896 e.V. II）              | ハノーファー       | アイレンリーデシュタディオン                                                      | 2,500    | レギオナルリーガ・ノルト1位           |

## 歴代昇格クラブ
- 太字は昇格を果たしたクラブ

| シーズン | 1位                                  | 2位                                  | 3位                                  | 詳細  |
| -------- | ------------------------------------ | ------------------------------------ | ------------------------------------ | ----- |
| 2008-09  | 1.FCウニオン・ベルリン               | フォルトゥナ・デュッセルドルフ       | SCパーダーボルン                     | Table |
| 2009-10  | VfLオスナブリュック                  | エルツゲビルゲ・アウエ               | FCインゴルシュタット                 | Table |
| 2010-11  | アイントラハト・ブラウンシュヴァイク | ハンザ・ロストック                   | SGディナモ・ドレスデン               | Table |
| 2011-12  | SVザントハウゼン                     | VfRアーレン                          | ヤーン・レーゲンスブルク             | Table |
| 2012-13  | カールスルーエSC                     | アルミニア・ビーレフェルト           | VfLオスナブリュック                  | Table |
| 2013-14  | 1.FCハイデンハイム                   | RBライプツィヒ                       | ダルムシュタット98                   | Table |
| 2014-15  | アルミニア・ビーレフェルト           | MSVデュースブルク                    | ホルシュタイン・キール               | Table |
| 2015-16  | ディナモ・ドレスデン                 | エルツゲビルゲ・アウエ               | ヴュルツブルガー・キッカーズ         | Table |
| 2016-17  | MSVデュースブルク                    | ホルシュタイン・キール               | ヤーン・レーゲンスブルク             | Table |
| 2017-18  | 1.FCマクデブルク                     | SCパーダーボルン                     | カールスルーエSC                     | Table |
| 2018-19  | VfLオスナブリュック                  | カールスルーエSC                     | ヴェーエン・ヴィースバーデン         | Table |
| 2019-20  | FCバイエルン・ミュンヘンII           | ヴュルツブルガー・キッカーズ         | アイントラハト・ブラウンシュヴァイク | Table |
| 2020-21  | ディナモ・ドレスデン                 | ハンザ・ロストック                   | インゴルシュタット04                 | Table |
| 2021-22  | 1.FCマクデブルク                     | アイントラハト・ブラウンシュヴァイク | 1.FCカイザースラウテルン             | Table |
| 2022-23  | SVエルフェアスベルク                 | SCフライブルクII                     | VfLオスナブリュック                  | Table |
| 2023-24  | SSVウルム1846                        | SCプロイセン・ミュンスター           | SSVヤーン・レーゲンスブルク          |       |